# LCFA Femení 2022
La LCFA Femení 2022 è la 10ª edizione del campionato di football americano femminile, organizzato dalla FCFA.

## Squadre partecipanti
| Club             | Città              | Stadio | Sponsor ufficiale | Risultato nella stagione 2020 |
| ---------------- | ------------------ | ------ | ----------------- | ----------------------------- |
| Badalona Dracs   | Badalona           |        |                   |                               |
| Barberá Rookies  | Barberà del Vallès |        |                   |                               |
| Barcelona Búfals | Barcellona         |        |                   |                               |

## Stagione regolare

### Calendario

#### 1ª giornata
| 11 dicembre 2021, ore 13:00 | Barcelona Búfals | 6 – 40 referto | Barberá Rookies |  |

#### 2ª giornata
| 15 gennaio 2022, ore 14:00 | Barcelona Búfals | 34 – 6 referto | Badalona Dracs |  |

#### 3ª giornata
Giornata rinviata

#### 4ª giornata
| 26 febbraio 2022, ore 16:00 | Barberá Rookies | 40 – 12 referto | Barcelona Búfals |  |

#### Recuperi 1
| 5 marzo 2022, ore 11:00 | Badalona Dracs | 0 – 54 referto | Barberá Rookies |  |

#### 5ª giornata
| 3 aprile 2022, ore 12:00 | Badalona Dracs | – referto | Barcelona Búfals |  |

#### 6ª giornata
| 1º maggio 2022, ore 12:00 | Barberá Rookies | – referto | Badalona Dracs |  |

### Classifica
La classifica della regular season è la seguente:
- PCT = percentuale di vittorie, G = partite giocate, V = partite vinte,  P = partite perse, PF = punti fatti, PS = punti subiti

| Pos. | Squadra          | PCT   | G | V | N | P | PF  | PS |
| ---- | ---------------- | ----- | - | - | - | - | --- | -- |
| 1    | Barberá Rookies  | 1.000 | 3 | 3 | 0 | 0 | 134 | 18 |
| 2    | Barcelona Búfals | .333  | 3 | 1 | 0 | 2 | 52  | 86 |
| 3    | Badalona Dracs   | .000  | 2 | 0 | 0 | 2 | 6   | 88 |

## X Final de la LCFA Femení
| 15 maggio 2022, ore 12:00 | TBD | – referto | TBD |  |

## Verdetti
- TBD Campionesse della LCFA Femení